# さらし端末問題
さらし端末問題（exposed node problem） とは、ネットワーク通信の分野において、ALOHAや、CSMA、IEEE 802.11などのプロトコルで発生する有名な問題である。

## 概要
端末（ノード）同士が互いの信号の到達範囲内にある場合は、それらの端末はさらし状態にあると表現する。逆に、端末同士が互いの信号の到達範囲外にあることは、それらの端末は隠れ状態にあると表現する（隠れ端末問題）。
隠れ端末問題では、受信ノードにおける受信データのコリジョンが問題であった。一方、さらし端末問題では、あるノードが隣接するノードのデータ通信を傍受してしまったため、他のノードへの送信を抑制されてしまい、結果的にスループット（ネットワークにおける単位時間当りのデータ転送量）が低下してしまうことが問題となる。
MACプロトコル（媒体アクセス制御）を設計する際には、隠れ端末問題とさらし端末問題、すなわち、いかにコリジョンを回避し、いかにスループットを低下させないか、は必ず考慮すべき重要なテーマとなる。